# Onshino tabako

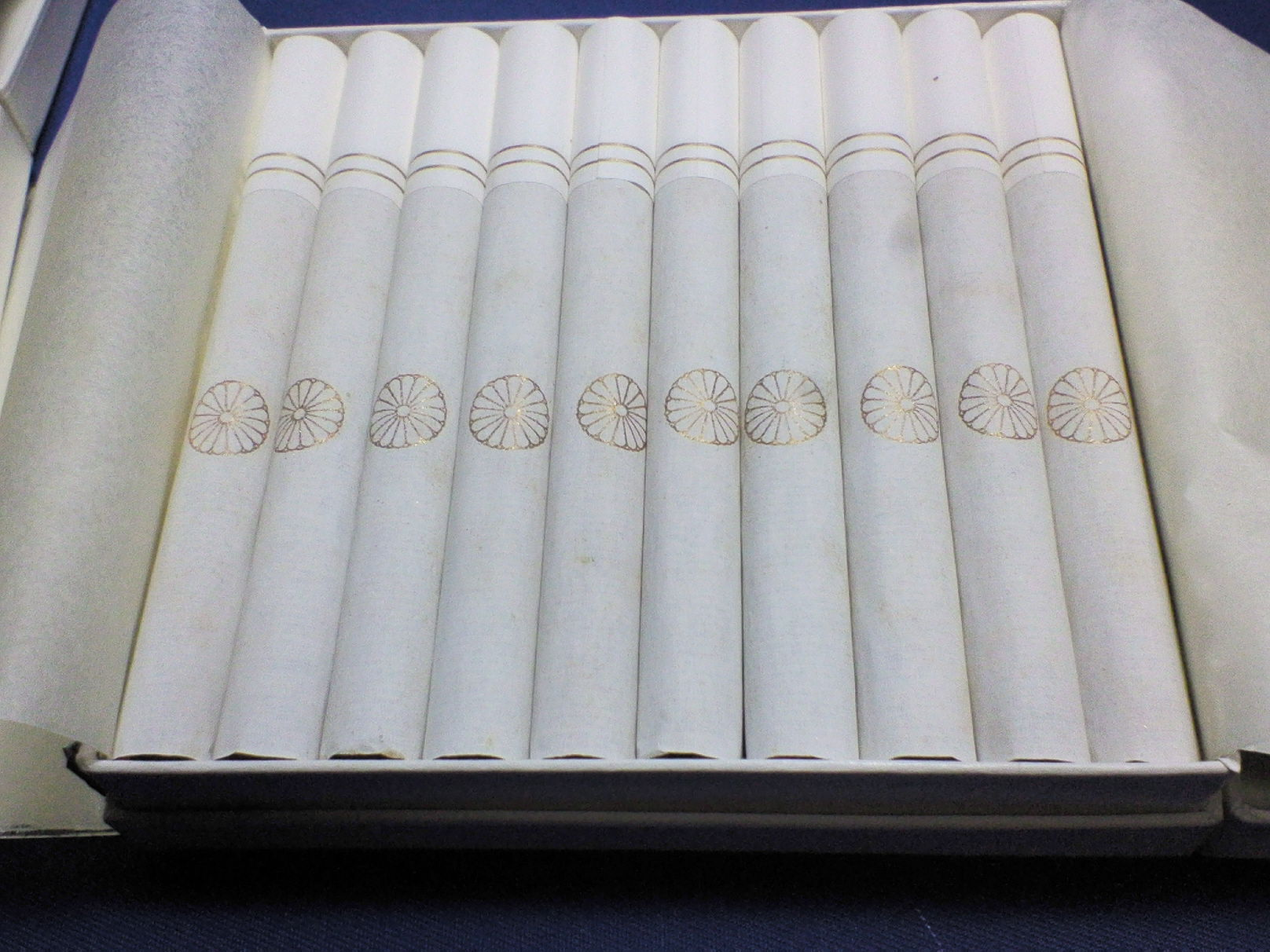
Cigarettes onshi-no tabako avec le sceau impérial.

Les Onshi-no tabako (恩賜のたばこ, Onshi-no tabako, « Tabac gracieux »), ou Onshitabako (恩賜煙草, Onshitabako), sont des cigarettes fabriquées spécialement pour l'empereur du Japon et la Maison impériale du Japon. 
Manufacturées à la main et avec le plus grand soin, elles comprennent plusieurs sortes différentes et sont un cadeau typique de l'Agence impériale avant et pendant la Seconde Guerre mondiale. La production de la première sorte des Onshino Tabako prend fin en 1945 avec l'interdiction par les forces d'occupation américaines. La production entière cesse finalement fin 2006 lorsqu'il est définitivement prouvé que le tabagisme nuit à la santé. Le dernier producteur est la compagnie Japan Tobacco.

## Histoire
L'origine exacte des Onshino Tabako, avec le sceau de la Maison Impériale du Japon et les 16 pétales du chrysanthème, est inconnue mais il semble qu'ils aient existé depuis l'ère Meiji. L'empereur Meiji aurait offert des Onshino Tabako à des soldats blessés durant la rébellion de Satsuma de 1877, selon les comptes-rendus officiels de l'époque. Durant la Première guerre sino-japonaise, les cigarettes sont produites par la compagnie Iwaya Shokai,.
Le système officiel des Onshino Tabako est inauguré en 1933. Pendant les années de guerre, ils sont inclus dans les équipements de l'armée et de la marine, chaque envoi étant préparée à la main. Ces cigarettes spéciales sont même mentionnées dans une chanson de guerre intitulée Sorano Yūshi (« Les courageux hommes des cieux ») en 1939 qui décrit la bataille de Khalkhin Gol. Sur l'emballage des Onshino Tabako est imprimé le caractère 賜, signifiant « Cadeau d'un homme noble » et le sceau du chrysanthème est présent sur chaque cigarette. Le goût des Onshino Tabako serait le même que celui des autres cigarettes. Selon des personnes les ayant goûtées, elles seraient amères, par opposition aux cigarettes douces. Elles n'étaient pas vendues sur le marché mais exclusivement offertes aux personnes décorées, aux domestiques impériaux, à des visiteurs, des travailleurs bénévoles et à des agents de sécurité de la Maison impériale.
Le 25 juin 1959, elles ont été offertes à tous les membres des Tokyo Giants et des Osaka Tigers, deux équipes de baseball professionnelles ayant joué devant l'empereur Hirohito. Les effets néfastes du tabac sur la santé ont conduit à arrêter la production des Onshino Tabako fin 2006. En remplacement, les Onshino Konpeitō, des bonbons, sont souvent offerts. Selon les archives de la Diète du Japon, les Onshino Tabako étaient identiques aux cigarettes Asahi (30 yens pour 20 cigarettes, en 2010, c'était 20 yens). Il y avait d'autres types de tabac offerts aux invités de l'Agence impériale et aux membres de la famille impériale ; ceux-ci étaient décorés du sceau du chrysanthème à 14 pétales, et non pas 16.

## Terminologie du tabac de la Maison impériale
- Le Goryō Tabako (御料たばこ, Goryō Tabako?) : Tabac destiné à l'empereur, l'impératrice et l'impératrice douairière. Sa production commence en 1873 par Sotoike Shozaburo (le nom du magasin était Yanagiya). Le contrat est ensuite accordé au Bureau du monopole du tabac en 1904, qui commence la production de tabac pour l'empereur Meiji la même année et pour l'impératrice dans l'année fiscale 1906. Au début, les feuilles de tabac étaient celles stockées dans les maisons traditionnelles depuis l'ère Kanbun (1661-1672) et d'autres époques jusqu'à l'ère Kansei (1789-1800); à partir de 1908, d'excellents producteurs de tabac réputés sont sélectionnés, et les feuilles sont séchées et stockées pendant au moins plusieurs années. Les feuilles étaient des Kokubu (du nom de la ville d'origine), Izumi, Tarumizu, Ibusuki, Maru, Mizufu, Taino et Kirigasa. Ces-dernières étaient utilisées pour adoucir le goût. Toutes étaient d'excellentes feuilles du point de vue de la couleur, du séchage et de la préparation.

Le Goryō Tabako est produit avec une extrême attention et avec une désinfection à l'alcool. Les travailleurs sont étroitement contrôlés sur leur santé et leur comportement. Le Goryō Tabako de l'empereur Meiji est transformé en cigarettes, avec le sceau du chrysanthème présent uniquement sur les cigarettes mesurant un sun (une ancienne mesure). Vingt cigarettes sont incluses dans un paquet; une boîte de paulownia contenant 100 cigarettes. Le Goryō Tabako de l'empereur Taishō contient non seulement une cigarette d'un sun mais aussi des cigares (Turquie, Havane et Turquie-Havane : une boîte contenant 25 cigares). Les cigares Goryō sont produits pour l'impératrice Meiji. En 1908, ils mesurent 2 sun et 4 bu, et 7 sun et 5 rin de diamètre. L'impératrice Meiji est fumeuse mais n'a jamais fumé devant l'empereur Meiji.
- Le Tokusei Tabako (特製たばこ, Tokusei  Tabako?, « Tabac spécialement fabriqué ») : Il y a deux sortes de tabac spécial; un pour le Conseil du prince héritier, pour l'impératrice et les maisons des princes (parents de l'empereur) et l'autre pour les cadeaux de l'Agence impériale. Les maisons des princes comprennent celles de Arisugawa-no-miya, Kitashirakawa, Kayo, Kuni-no-miya (en) et d'autres, et des cigarettes sont produites respectivement pour elles. La production de tabac spécial pour les parents de l'empereur prend fin en 1945 sur l'ordre du quartier général des forces alliées.

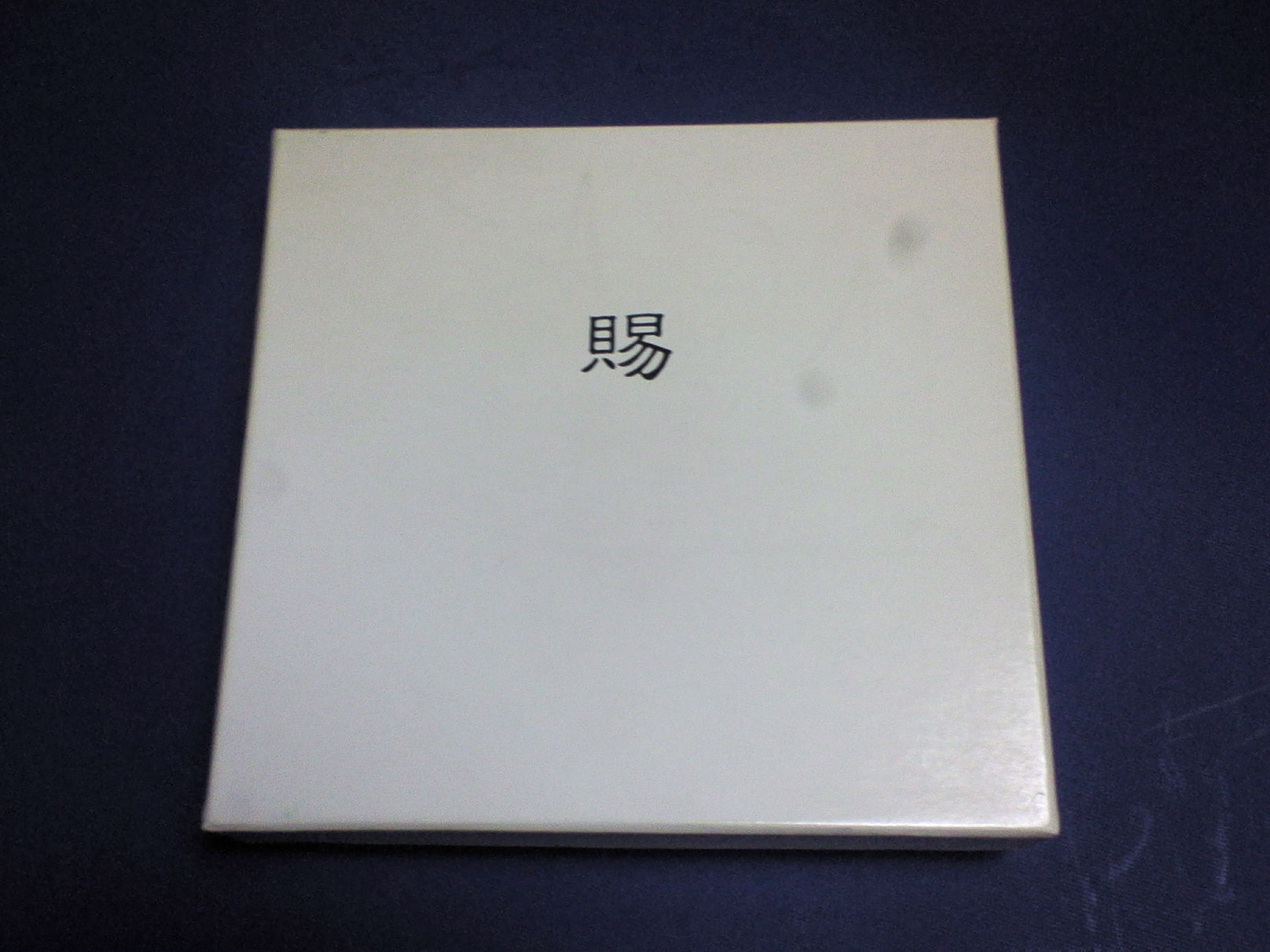
Boîte à tabac impériale de la dernière période de production.

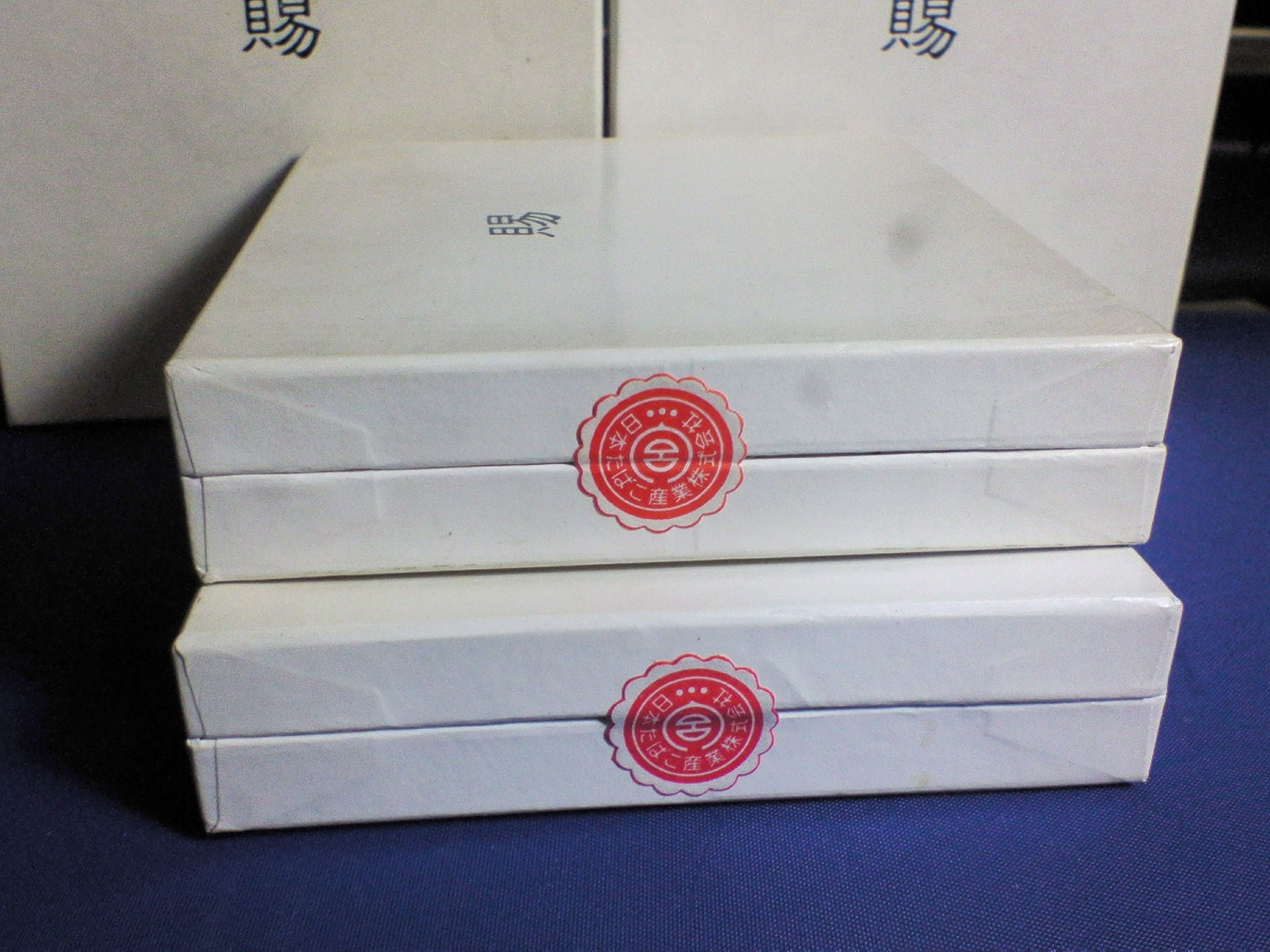

La qualité de ce tabac est excellente, étant du niveau de celle des Fuji (nom de cigarettes), des Asahi, et des Shikishima. À partir de 1914, le sceau au chrysanthème est imprimé au milieu des cigarettes afin d'éviter que la marque ne soit écrasée. Durant les années de guerre, la production de tabac à offrir augmente pour atteindre un sommet de 28 656 000 cigarettes en 1944. Des feuilles conventionnelles asiatiques sont utilisées, et des cigares sont également produits contenant des feuilles de La Havane. La plupart des cigarettes sont spéciales, 100 cigarettes par boîte, tandis que les cigarettes de l'Agence impériale sont offertes par paquets de 100, 50, 20, 10 et 5. Vingt-cinq cigares sont offerts dans une petite boîte.

## Paquet
À l'époque de leur production, les caractères Onshi (恩賜) étaient imprimés en lettres d'or sur le paquet, et il était appelé officiellement Produit spécial n ° 1. Lorsque la situation de guerre empira, les caractères en or ont été remplacés par des caractères en noir, puis compilés en un seul caractère, 賜. Ce paquet est ainsi resté la norme pendant les années d'après-guerre.
En 1982, les paquets contiennent 10, 20, 50 ou 100 cigarettes. Le tabac de l'Agence impériale est appelé Produit spécial n ° 2 et contient le sceau du chrysanthème sur fond blanc. À partir de 1968, le paquet avec un sceau de 14 pétales, Produit spécial n ° 3, est produit pour les parents de l'empereur.

## Histoire des Onshino Tabako
De 1883 à 1904, Yanagiya à Nipponbashi produit du tabac effrité et, depuis 1894, des cigarettes. En 1894, la compagnie Iwaya Shokai reçoit la permission de produire les Onshino Tabako qui sont remis aux soldats participant à la guerre sino-japonaise. En 1904, sa production passe sous le contrôle du bureau du monopole du tabac. Le tabac impérial commence à être produit non seulement pour les nobles, comme l'empereur Taishō et ses proches, mais aussi pour des événements particuliers. Le tabac impérial est fabriqué à partir de feuilles de tabac spéciales, tandis que le tabac spécial pour les nobles et les cadeaux est fabriqué à partir de feuilles de Fuji la plus fine (不二); ceux-ci sont également produits à la main avec le plus grand soin. L'empereur Taishō était fumeur et fumait exclusivement ses cigarettes produites spécialement, tandis que Hirohito ne fumait pas mais la production du tabac impérial continua cependant. Celle pour les parents de l'empereur Hirohito est interrompue sur l'ordre du quartier général des forces alliées en 1945. Cependant, les Onshino Tobako servant de cadeaux ont continué à être produit.

## Usines et production
Tous les Onshino Tabako sont produits dans plusieurs usines de la préfecture de Tokyo. Avant 1945, aucune personne non concernée n'était autorisée à entrer dans la salle de production, tandis que la santé des travailleurs étaient minutieusement contrôlée. En 1973, six ou sept vétérans le produisaient, fabriquant tous les Onshino Tabako et l'emballant à la main.
Pendant la guerre du Pacifique, la production annuelle s'élevait de 1 à 2 millions de cigarettes et, de 1945 et 1965, à moins de 100 000 cigarettes. Depuis 1968, des cigarettes avec filtre ont commencé à être produites, soit environ 300 000 cigarettes par an.

## Cigares Onshino
Non seulement des cigarettes, mais aussi des cigares étaient produits. Également décorés du sceau du chrysanthème, il y en avait 25 dans une petite boîte en bois. Les feuilles étaient produites à Sumatra et à La Havane. La production de cigares commence en 1939, tandis que les cigares exclusifs à l'empereur Taishō apparaissent plus tôt en 1917. En 1945, 4 000 cigares sont produits. De 1945 et 1982, une moyenne de 2 500 cigares par an sont produits.

## Dans la culture populaire
- Le romancier Yukio Mishima aurait fumé un Onshino Tabako avant de se suicider en 1970.
- Yoshio Yoshida, un joueur de baseball des Hanshin Tigers, conserve précieusement ses Onshino Tabako depuis plus de 50 ans.